# Orsi Kocsis
Orsi Kocsis (imię właściwe: Orsolya) (ur. 6 września 1984 w ʽDebreczynʼie) – węgierska modelka i węgierska Playmate 2005, która wygrała głosami publiczności. Pojawiała się na okładkach czasopism Maxim, CKM i Penthouse.

## Życiorys

### Wczesne lata
Orsolya (Orsi) Kocsis urodziła się 6 września 1984 w Debreczynie na Węgrzech. Ma dwóch braci, Zoltana i Imre.
Mając 19 lat, wyjechała do Budapesztu, aby rozpocząć studia z zakresu zarządzania turystyką na Heller Farkas College. Ukończyła studia korespondencyjnie, uzyskując tytuł licencjata turystyki i rehabilitacji; w czasie studiów uczyła się też języków obcych. Mówi po węgiersku, niemiecku i angielsku.

### Kariera
Karierę modelki zaczęła krótko po tym, jak została "odkryta" przez fotografa, kiedy czekała w salonie fryzjerskim. Początkowo podpisała kontakt z budapeszteńską Starface Model Management. Orsi obecnie związana jest z agencjami Open Casting KFT i ArtModels.hu.
Współpracowała z fotografem Palem Nanasim, firmą Miss Fashion, firmą Studio-X i telewizją online FixtTv. Pracowała m.in. dla Cosmopolitan, Maybelline, Elia-vtton, Mercedesa i Aston-Martin. Jej zdjęcia pojawiły się w europejskich wydaniach magazynów FHM, Maxim, Playboy, Penthouse, Perfect 10 CKM i SFTlive. Ważnym punktem w jej karierze było zdobycie tytułu "Playmate of the Year" węgierskiej edycji "Playboya" w 2005. Była też pierwszą wicemiss w konkursie Miss Internet Hungary 2005, oraz zdobyła tytuł węgierskiej "Miss Classic" w 2006, a przez organizatorów kilku konkursów piękności została uznana najpiękniejszą kobietą na świecie.
Kocsis pojawiła się na okładce węgierskiego Playboya w listopadzie 2005, Maxim, CKM w marcu 2006 i sierpniu 2009, Ideal, Fitt Info i Sorry!, niemieckiego Penthouse'a i Matadora, amerykańskiego Perfect 10 oraz internetowych magazynów SHOTS (Hegre-Art), MetModels (Met-Art), Naked-By i STFOnline. W czerwcu 2010 po raz drugi znalazła się na okładce węgierskiej edycji Playboya.
Kocsis wzięła udział w wyprodukowanej przez RTL Klub wersji amerykańskiego reality show Fear Factor. Wystąpiła także w produkcjach video Playboya, Artfemme i 1By-Day wraz ze swoją przyjaciółką, modelką i węgierską Playmate Roku 2004, Ripli Zsuzsanną.

### Życie osobiste
Kocsis opisuje siebie jako osobę, którą trudno wyprowadzić z równowagi. Uprawia kickobxing i aerobic. Od marca 2007 prowadzi prywatnego bloga o swoich doświadczeniach ze światem mody i drugiego na swojej stronie internetowej. W wywiadzie dla "Playboya" z 2005 przyznała, że nie ma w planach małżeństwa przed 30 rokiem życia, lecz w przyszłości chciałaby mieć jedno lub dwoje dzieci.